# 刘文典
刘文典（1889年12月—1958年7月15日），原名文聪，字叔雅，安徽合肥人，原籍安徽怀宁。中国国学家、教育家。劉文典曾在邵力子等主办的《民立报》担任编辑。精通英、德、日、意等語言，後師從章太炎學《說文》。曾在北京大学，清华大学，西南联大，云南大学任教，上課內容自由發揮，天南地北，無所不談，最後一個學期只講半篇《海賦》。

## 生平
1906年就讀於芜湖安徽公学，隔年加入同盟會。1909年留學日本早稻田大學，在日時曾師從章炳麟。1912年回國後一度擔任孫中山的秘書處秘書，積極主張以恐怖活動推翻袁世凱政府。1917年時任北京大學文科學長的陳獨秀聘其出任文科教授，並擔任《新青年》英文編輯和翻譯。以古籍校勘學為終身志業，主攻秦漢諸子，最終因鑽研《淮南子》六卷專著《淮南鴻烈集解》震驚文壇，蔣介石一度抬舉為「國寶」級人物。
1928年，负责创建安徽大学。同年11月，安徽大学学生与隔壁的安徽第一女子中学师生发生冲突，进而引发学潮。恰在此时，时任南京国民政府主席的蒋介石到安庆巡视，遂召见两校负责人。作为安徽大学的实际负责人，刘文典到会后坚称此事“有黑幕”，不愿严惩学生，结果惹恼蒋介石，直斥刘文典为“新学阀”。而刘文典也不是省油的灯，回骂蒋介石是“新军阀”，遂被扣押。关于冲突的细节，《刘文典年谱》则比对大量新闻报道、当事人回忆，最后重点征引了时任国民党安徽省党部指导委员会秘书石慧庐的文字，证实现场顶多是“刘把脚向下一顿”，而并非如同后来演绎得那样夸张。
刘文典后被蒋介石下令以《治安條例》打架鬥毆論處、关押了七天，最後由蔡元培、陈立夫等人求情，以“即日离皖”为条件予以釋放。1929年任清华大学中国文学系教授、主任，同时在北大兼课。抗日战争期間，滞留北平。1938年逃离北平，辗转南下，到达昆明，在西南联合大学任教。
1939年4月，胡适在《人权与约法》一文中专门提及此事：“又如安徽大学的一个学长，因为语言上顶撞了蒋主席，遂被拘禁了多少天。他的家人朋友只能到处奔走求情，绝不能到任何法院去控告蒋主席。”魯迅在他的《知難行難》一文中曾寫到「安徽大學校長劉文典教授，因為不稱主席而關了好多天，好容易才交保出外」。
1939年出版《庄子补正》10卷。陈寅恪为此书作序。刘文典口出狂言说：“在中国真正懂得《庄子》的，就是有两个半人。一个是庄周，还有一个就是刘文典。另外半个是一个日本人。”後來一直待在云南大学执教。
中華人民共和國成立後，劉文典獲推选为全国政协第一、二届委员。1956年1月任第二屆政治協商會議特別委員。
刘文典在反右运动中受到冲击，一日强迫检讨，脑溢血发作至病危。后在1958年7月15日，于昆明病逝（另一种说法是癌症晚期而死）。

## 轶事
- 劉文典恃才傲物，輕視文學，曾放言「文學創作的能力不能代替真正的學問」[7]，因此看不起沈從文（据汪曾祺回忆，刘文典之所以看不起沈从文，是因为他没有接受过正规教育），他反对沈從文當教授：“沈从文算什么教授！陈寅恪才是真正的教授，他该拿四百块钱，我该拿四十块钱，朱自清该拿四块钱，可我不会给沈从文四毛钱。”又说：“沈从文是我的学生。他都要做教授，我岂不是要做太上教授了吗？”有一次日機警报，沈从文與刘文典擦肩而过，刘文典对其骂道：“我跑是替庄子跑，我死了，还有谁来讲庄子呢？”後來刘文典因磨黑之行与闻一多爆发矛盾，遭联大解聘。详见《南渡北归》
- 1938年5月，西南联大文法学院迁往云南蒙自办学，刘文典作为联大教授随行迁居。一天，刘教授在街上见一男人打一女人，便上前阻止，责问他为什么打人，那人回答说:“我打老婆，你管不着。”刘教授大怒，掴了他一记耳光。那人见刘教授气势不凡，不知所措，只得悻悻离去。[8]

## 主要著作
- 《庄子补正》
- 《淮南鸿烈集解》
- 《三余札记》
- 《说苑斛补》
- 《进化与人生》
- 《进化论讲话》
- 《劉文典全集》